# Caiçara do Norte
Caiçara do Norte este un oraș în Rio Grande do Norte (RN), Brazilia.